# Château de Moha
Le château de Moha est un château fort situé en Wallonie dans la commune belge de Wanze en province de Liège. Il occupe un éperon rocheux au confluent de la Mehaigne et de la Fosseroule, à une centaine de mètres au nord du village de Moha. Par sa situation géographique, Moha est une zone tampon entre trois grandes puissances du Moyen-Âge : le comté de Namur, le comté de Huy intégré dans la principauté de Liège et le duché de Brabant.

## Historique

### Les origines du site
Les fouilles réalisées ces dernières années (2020-2024) ont démontré une occupation de l’éperon durant la préhistoire et la protohistoire. Le matériel préhistorique mis au jour se compose essentiellement de lames et d’éclats de silex. Le matériel protohistorique, quant à lui, comprend de la céramique du Premier Âge du Fer (Hallstatt C-D) et du Second Âge du Fer. Les témoignages sont plus rares pour le Haut-Empire romain avant de réapparaitre progressivement vers la fin de l’Antiquité tardive et durant le Haut Moyen Âge.

### La formation du comté de Moha (692-1023)
Les données relatives à la période de formation du comté de Moha ont été extraites par le Dr. Ferdinand Tihon des écrits de Jean d’Outremeuse (1338-1400). Selon ce dernier, la terre d’Abion aurait été cédée en 692 à Mohelin d’Albore, un compagnon d’armes de Charles Martel, qui y aurait fait construire un château nommé Mohal. Le chroniqueur mentionne également l’intervention de plusieurs «comtes» de Moha au cours d’événements qui se déroulent durant les IXe et Xe siècles. Malheureusement, on ne sait quel crédit accorder à ces récits car les «comtes» en question n’apparaissent pas dans les actes officiels. Il semble plus vraisemblable que l’alleu de Moha fut créé vers la fin du Xe siècle, lors de la désintégration des grandes unités territoriales de l’empire carolingien et plus précisément du pagus hasbaniensis. La terre de Moha aurait pu être donnée en bénéfice par un Carolingien car les Pippinides avaient pris cette habitude depuis Charles Martel, à la suite de l’extension donnée à la vassalité et à l’accroissement de la cavalerie. Cette hypothèse ne pouvant être confirmée par les sources médiévales, trouve néanmoins un écho dans les fouilles réalisées ces dernières années. En effet, à la fin du Xe siècle ou au début du XIe siècle, la surface de l’éperon est régularisée et agrandie par l’apport de couches de remblai. Les premières structures défensives en pierre remontent également à cette période.

### Le premier comte de Moha (1023-1067)
Le premier seigneur du lieu reconnu par les sources officielles se nomme Albert de Musal. La tradition veut qu'il apparaisse pour la première fois dans un acte de 1031 produit par Renaud, évêque de Liège, mais une étude de J. L. Kupper a démontré que cet acte était un faux, probablement fabriqué à partir d’un document de 1026-1028. Pour autant, rien n'autorise à douter de l'existence d'Albert de Musal puisqu'il est cité en 1044 comme témoin dans un acte de donation d’une cour et de ses dépendances par Kadelon et son épouse à l’église de Trèves. Peu après 1055, il vend à Abélard, abbé de St-Trond (1053-1082), des biens situés à Herck et Zerchingen. Enfin, il intervient également comme témoin pour une donation faite par Frédéric, duc de Lorraine, à l’Abbaye de Saint-Trond. Il faut toutefois noter qu'il ne semble pas porter de titre de noblesse dans un premier temps. Seuls les deux derniers actes le désignent explicitement comme «comte de Moha». Il est possible qu’au départ d’un alleu sur la Mehaigne, il finit par se retrouver à la tête d’un territoire que l’on gratifia par la suite du nom de comté. Albert de Musal meurt dans les années 1060 car son successeur, Albert Ier de Dasbourg, fait une première apparition en tant que «comte de Moha» dès 1067.

### Le château de Moha et les comtes de Dasbourg (1067-1225)

#### Une possession en marge du territoire lotharingien
La famille de Dasbourg (ou Dabo), originaire d’Eguisheim, a acquis le comté de Moha par le mariage d’Henri Ier de Dasbourg avec la fille d’Albert de Musal,. Dans un premier temps, le comté constitue surtout une réserve de terres destinées à des donations pieuses. Ces dernières sont réalisées essentiellement par Albert Ier de Dasbourg (1060-1098) et poursuivies dans une moindre mesure par ses successeurs qui n'hésitent pas à amoindrir le territoire de Moha au profit du patrimoine lotharingien. Il est très peu probable que les comtes de Dasbourg aient régulièrement résidés à Moha durant cette période, confiant plutôt la gestion du comté à des hommes de confiance et à une garnison réduite.

#### La forteresse au cœur des guerres de Hesbaye
La politique des comtes de Dasbourg change avec Hugues II (1130-1180). Certes, il commet encore quelques prodigalités religieuses, mais à l’inverse de ses prédécesseurs, il tente de conserver une certaine autorité sur ces terres qui furent l’objet de donations en instaurant le principe de l’avouerie. Parallèlement à cela, Hugues II joue un rôle important dans les affrontements des grands féodaux de la région. En 1141, il prend part à la lutte qui oppose l’Évêque de Liège Alberon au Comte de Bar et à ses fils au sujet du château de Bouillon. Cette intervention marque le début d’une période durant laquelle le comte de Dasbourg réside plus souvent à Moha que dans ses possessions lorraines. En 1147, il est d'ailleurs au centre des guerres qui éclatent en Hesbaye et qui opposent ses partisans à ceux du comte de Namur et de Looz. On ignore les causes et les exactions de ces conflits, mais on sait que l’intervention de personnages de haut rang, comme Wibald de Stavelot, fut nécessaire pour y mettre fin.
Son fils, Albert II de Dasbourg (ou de Dabo-Moha), passe quant à lui une grande partie de sa vie dans le comté de Moha. En effet, il choisit de lier ses intérêts à ceux de son neveu, Henri Ier de Brabant, dont il allait suivre la politique jusqu’à la fin du XIIe siècle. Nul doute qu’à ce moment, Albert dispose déjà d’une solide place forte à Moha, puisqu’il participe activement à plusieurs conflits qui ravagent la principauté et ses environs. En 1172, Albert et son frère, réclament à Gérard II, Comte de Looz, les forts de Bilsen et de Colmont qu’ils détenaient héréditairement. Ils prennent les armes, s’emparent de Berloz et dévasent les terres avoisinantes dont certaines appartiennent à l’abbaye de Saint Trond. En 1184, Albert participe également au conflit opposant le Comte de Hainaut et le Comte de Flandre et qui prend fin en novembre 1185, à la suite de l’intervention de Frédéric Barberousse. En 1194, il prend parti pour Henri l’Aveugle qui, sûr de la puissance brabançonne, décide de combattre le Comte de Hainaut Baudoin V pour rentrer un possession du Namurois. Une entreprise qui échoue et qui se retourne finalement contre Albert qui voit son comté dévasté par le feu. Bien que vaincu, le Comte de Moha reste toutefois, aux dires de Gislebert, un personnage menaçant pour ses proches voisins, notamment les Hutois.

#### La guerre de succession entre le Duché de Brabant et la Principauté de Liège
Sans héritier, Albert fait donation de son comté à Henri Ier de Brabant avant de se rétracter pour des raisons inconnues. En 1204, il se rend finalement à Liège pour céder la seigneurie de Moha et de Waleffes au Prince-Évêque Hugues de Pierrepont. Celui-ci ordonne alors d'en dresser un acte authentique stipulant qu’Albert continuerait de jouir de son comté pendant le reste de sa vie, et qu’en cas de décès sans héritiers, la seigneurie reviendrait à l'Église de Liège. Dans le cas contraire, ses héritiers seraient suzerains des Évêques de Liège et tenus de leur prêter hommage. Il regrette cette donation un an plus tard quand nait, contre toute attente, sa fille nommée Gertrude. À la mort du Comte de Dasbourg en 1212, Henri Ier de Brabant, frustré d'avoir perdu un héritage si important, se rend à Liège pour réclamer au Prince-Évêque la suzeraineté du comté de Moha. Alléguant le non-paiement de la somme due au Comte, il veut pour sa part le territoire. Hugues de Pierrepont lui répond que Thibaut Ier de Lorraine, alors fiancé de Gertrude, avait seul des droits à la succession d'Albert et que l'Église de Liège ayant un accord avec lui déclinait les prétentions du comte de Brabant. Ce dernier se retire furieux, mais bien résolu à se venger au plus tôt. La mort d’Albert marque ainsi le début d'une guerre de succession entre le duché de Brabant à la Principauté de Liège. Les défaites successives d’Henri Ier de Brabant à la bataille de Steppes (1213) et à la bataille de Bouvines (1214) mettent définitivement fin à ses revendications. Le Prince-Évêque peut conserver la forteresse de Moha et prend, en tant que Seigneur suzerain, la défense de Gertrude. Celle-ci se marie à trois reprises mais un de ses époux, Thibaut IV de Champagne, la répudie pour cause de stérilité. Elle avait à peine donné sa main à un troisième mari, Simon comte de Linange, que la mort les rattrape tous deux en 1225.

### Le château de Moha et les Princes-Évêques de Liège (1225-1376)

#### La forteresse au cœur des guerres civiles
À la mort de Gertrude, les comtés de Dasbourg et de Metz sont morcelés et Hugues de Pierrepont prend possession du château de Moha le 19 mars 1225, sans aucune opposition. Cette acquisition est une opération stratégiquement intéressante pour le Prince-Évêque car le château fait partie de la chaîne de forteresses jouant le rôle de fortifications d’arrêt contre les Namurois et les Brabançons. Il est aussi la seule résidence qui, par sa position, permettait au prélat de se retirer des foyers de rébellion, en l’occurrence Liège et Huy, tout en gardant la possibilité de s’y rendre rapidement. La forteresse de Moha tient notamment ce rôle durant la révolte menée par Henri de Dinant. Tribun de Liège, il attire dans l’alliance les villes de Huy et de Saint-Trond qu’il prend aussitôt le temps d’organiser à l’instar de ce qu’il a établi à Liège. Commence alors une guerre de pillage . Pour répondre à ces attaques, le Prince-Évêque Henri de Gueldre, met sur pied une nouvelle stratégie militaire : le blocus économique. Cette tactique provoque une revanche immédiate de la part des Hutois qui tentent de s’emparer de Moha en 1255. Le comte de Julliers, cantonné à ce moment dans l’ancien château des Dasbourg avec l’armée épiscopale, poursuit les assaillants en fuite et les écrase entre Antheit et Vinalmont le 10 août 1255.
Il faut attendre soixante années avant que les sources ne mentionnent une nouvelle attaque dirigée contre Moha. Dans un contexte de guerre entre Awans et Waroux, Adolphe de la Marck durcit sa politique et confère de nouveau à Moha le rôle de frein économique. Cet évènement provoque l’attaque des Hutois en 1315, mais ceux-ci ne parviennent pas à prendre la forteresse. Ils décident alors de lever le siège et de retourner dans leurs foyers, non sans avoir brûlé l'église du village de Moha et l'abbaye du Val-Notre-Dame. À la suite de cette action, le Prince-Évêque fortifie davantage le château.
L'année 1324 marque le début d'un nouveau conflit entre les liégeois et leur prélat qui profite de la neutralité adoptée par Huy pour venir s’y réfugier. Entretemps, une controverse s’était élevée entre les Hutois et les soldats de Moha au sujet d’une redevance due sur les charrettes passant le banc de Huy. L’évêque, obligé de composer avec ses hôtes, décide de résoudre le différend en leur faveur. L’entente entre le prélat et les Hutois prend fin en 1340. Après une très brève réconciliation, la révolte reprend alors de plus belle. Les Hutois alliés à Saint-Trond déclenchent les hostilités en rasant les châteaux de Clermont et de Hamal. Le seigneur de Hamal, le maréchal de l’évêque et les gardes du château de Moha ripostent en détruisant les maisons des confédérés. Le conflit prend finalement fin le 21 juillet 1347 après la défaite des révoltés devant Waleffe. Ainsi que le montrent ces différents évènements, Moha faisait peser une grande menace sur Huy, menace d’autant plus importante que la forteresse apparaissait à juste titre comme imprenable.
Une ultime occasion de s’emparer du château se présente aux Hutois en 1376. Ayant compris qu’ils n’obtiendraient rien par une attaque armée, ils tentent cette fois de prendre possession du château par la ruse. La forteresse est alors commandée par un chevalier de Huy rangé au parti épiscopal, Hubin de Fanson, qui se trouve obligé par les Hutois à demander une trêve au Prince-Évêque. Celui-ci accepte, mais au moment où les chanoines se présentent pour conclure la trêve, les Hutois pénètrent de force dans le château. Une fois capturé, leur intention première n’est pas de le détruire. Ils proposent même au Prince-Évêque de conclure une nouvelle trêve, mais ce dernier refuse. En représailles, ils mettent donc le feu à la forteresse et démolissent ses murs le 6 mai 1376. Le 29 mai, les villes de Liège et de Huy signent un pacte d’alliance dans leur lutte contre le Prince-Évêque et se partagent l’artillerie enlevée au château de Moha. Une alliance qui sera de courte durée, puisque quelques jours plus tard, le 14 juin 1376, sera signée la paix de Caster qui met officiellement fin aux hostilités. Même, si elle accorde aux Hutois l’impunité pour la destruction de Moha, elle est un triomphe pour le Prince-Évêque car il reste, avec le clergé, indépendant de la juridiction des XXII.

#### Un lieu d'incarcération et d'exécution
Sous les Princes-Évêques, la forteresse de Moha est utilisée à plusieurs reprises comme lieu d’incarcération pour les prisonniers de marque. Une première mention date du 22 février 1315. Ce jour-là, le chevalier Eustache le Franchomme de Hognoul est arrêté et décapité après avoir été accusé par Juette, épouse de Rase de Warfusée, d’avoir volé son char et ses bijoux. Un certain Istase, subit le même sort quelque temps après. En 1329, Henri de Pitresem est enfermé, sur l’ordre du chapitre liégeois, pour «suis horribilibus excessibus et nephandis homicidiis ». Enfin le dernier prisonnier de droit commun qui marque de son passage le château de Moha est Hermann Winseler, bourgeois de Saint-Trond. Il avait été reconnu coupable par le tribunal des XXII et condamné à la peine de l’arsin. À côté des hommes enfermés pour des délits de toutes espèces, moha accueille des captifs que l’on peut qualifier de politiques. Ces derniers appartiennent à deux catégories différentes. D’une part, les soldats pris à l’ennemi et qui sont éventuellement libérés contre paiement d’une rançon plus ou moins élevée; d’autre part, des personnages importants de la politique liégeoise que l’évêque éliminait ainsi.

#### Le sacre d'Englebert de la Marck
En 1345, le château accueille le sacre d'Englebert de La Marck, évènement qui témoigne de son importance toujours grandissante durant le XIVe siècle.

### Après la destruction (1376-1889)
Les ruines de la forteresse sont abandonnées, mais le fief continue à être relevé durant les XVe et XVe[Quoi ?] siècles. Seule la chapelle castrale semble avoir été épargnée. En 1622, elle est cédée au collège des Jésuites de Huy, du consentement de Ferdinand de Bavière. La chapelle est ensuite régulièrement fréquentée par des ermites jusqu’en 1767, avant d’être desservie par les pères Augustins qui eurent à charge d’y aller quatre fois par an pour dire la messe, confesser et communier. Peu après la révolution française, la chapelle est pillée et saccagée, mais ses murs resteront debout jusqu’à son démantèlement en 1826. Les ruines de la forteresse continueront d’approvisionner en pierres les constructions avoisinantes et les maisons villageoises jusqu'en 1889.

### Redécouverte du site et préservation (1889-2022)
En 1889, la forteresse en ruine est achetée par l’Etat Belge sous l’influence de Georges de Looz, soucieux de stopper la dégradation des vestiges. D’importants dégagements sont entrepris en 1895 par le Dr. Ferdinand Tihon qui publiera les résultats dans un opuscule rédigé en 1896, revu et corrigé en 1908 et 1910.Ces déblaiements sont suivis par des travaux de consolidation menés par le service des Ponts et Chaussées de Huy à la fin du xixe et au début du xxe siècle, ainsi que dans l’entre-deux-guerres. Après une brève occupation du site par les troupes allemandes durant la seconde guerre mondiale, le château disparait une nouvelle fois sous la végétation jusqu’en 1992, année de création de l’asbl « Les Amis du Château féodal de Moha » qui coordonne depuis les actions en faveur de la préservation, de la compréhension et de la mise en valeur du site.
Les premières fouilles scientifiques sont menées dans la foulée entre 1996 et 2001. Didier Crahay réalise plusieurs sondages ponctuels en divers endroits du château, mettant au jour plusieurs structures dont la datation reste toutefois sujette à caution. Les résultats ont été publiés dans les « Chroniques de l’archéologie wallonne » et dans le « Bulletin du cercle archéologique Hesbaye-Condroz ». Les données recueillies furent utilisées pour proposer plusieurs hypothèses, que les fouilles récentes tendent toutefois à nuancer. Ces recherches ont également mis en évidence la fragilité des structures. Raison pour laquelle, des campagnes de conservation furent menées de 2004 à 2019, suivant un plan d’intervention établi par Jacques de Pierpont, spécialiste référent.
Depuis 2020, de nouvelles fouilles archéologiques sont en cours. Elles visent à affiner nos connaissances sur le développement de la forteresse, en insistant sur ses phases les plus anciennes, mais aussi à mettre en évidence les occupations antérieures à la période médiévale.

## Galerie

Ruines du château
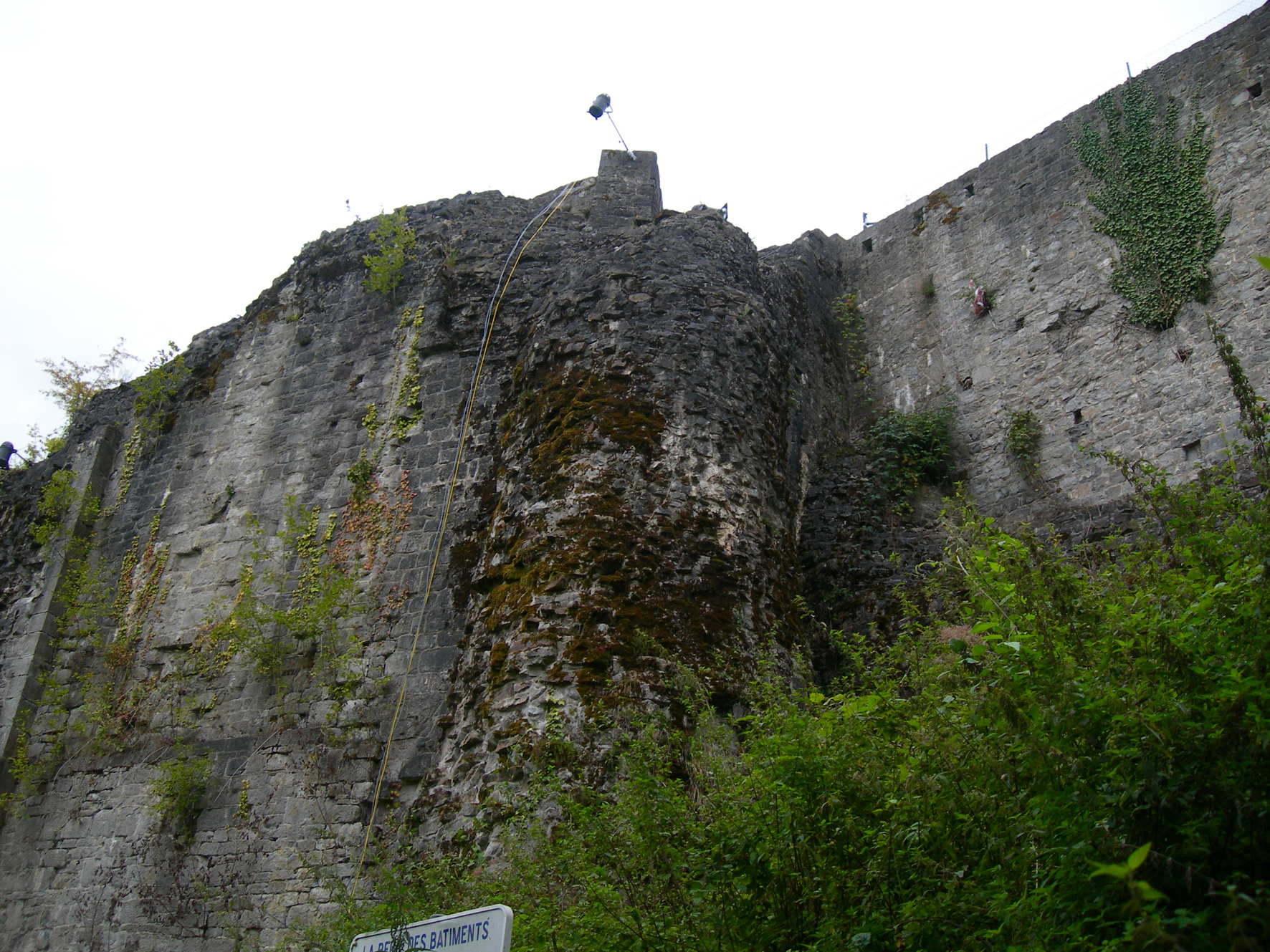
Vue de la rue
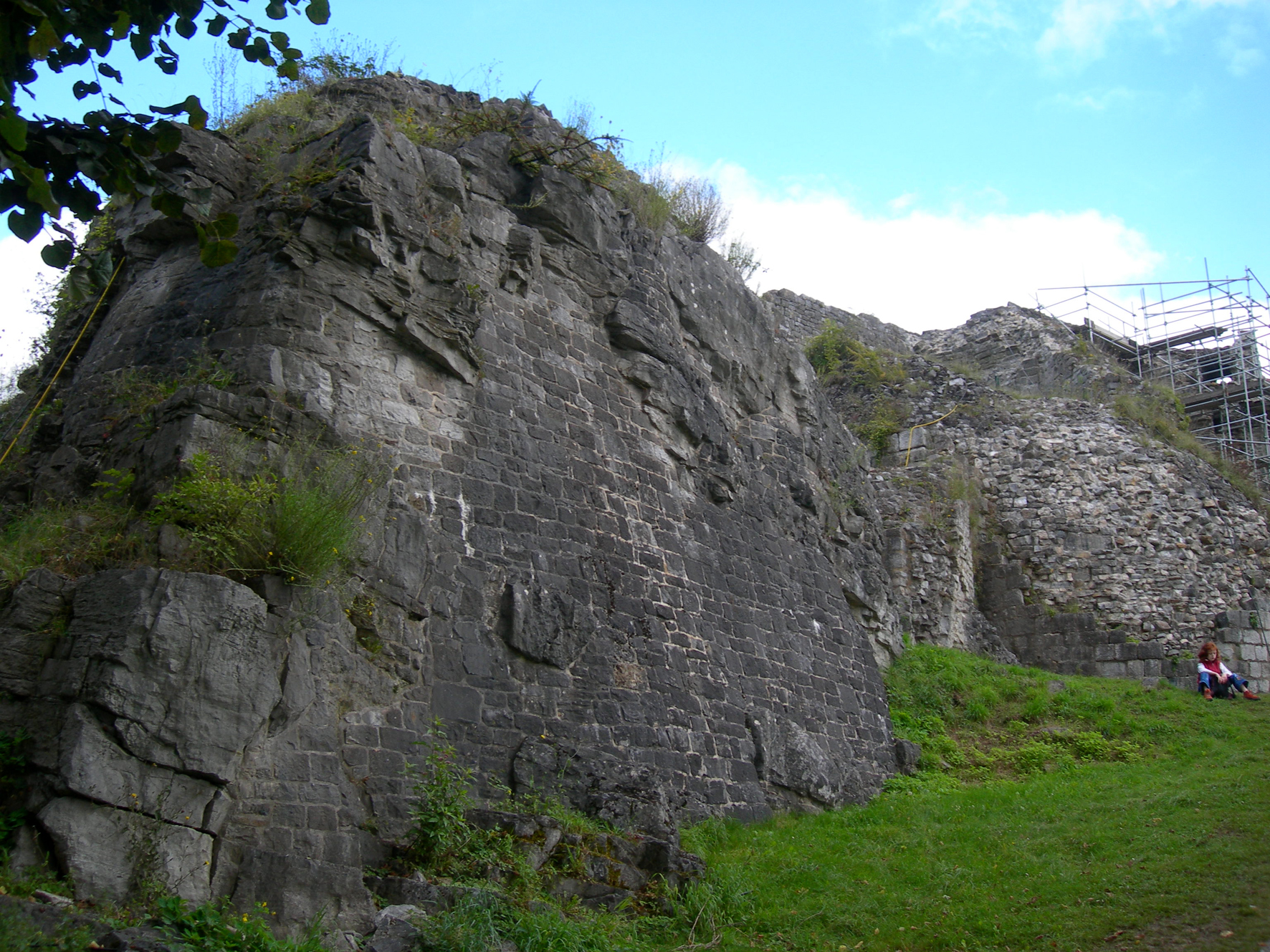
Entrée du site
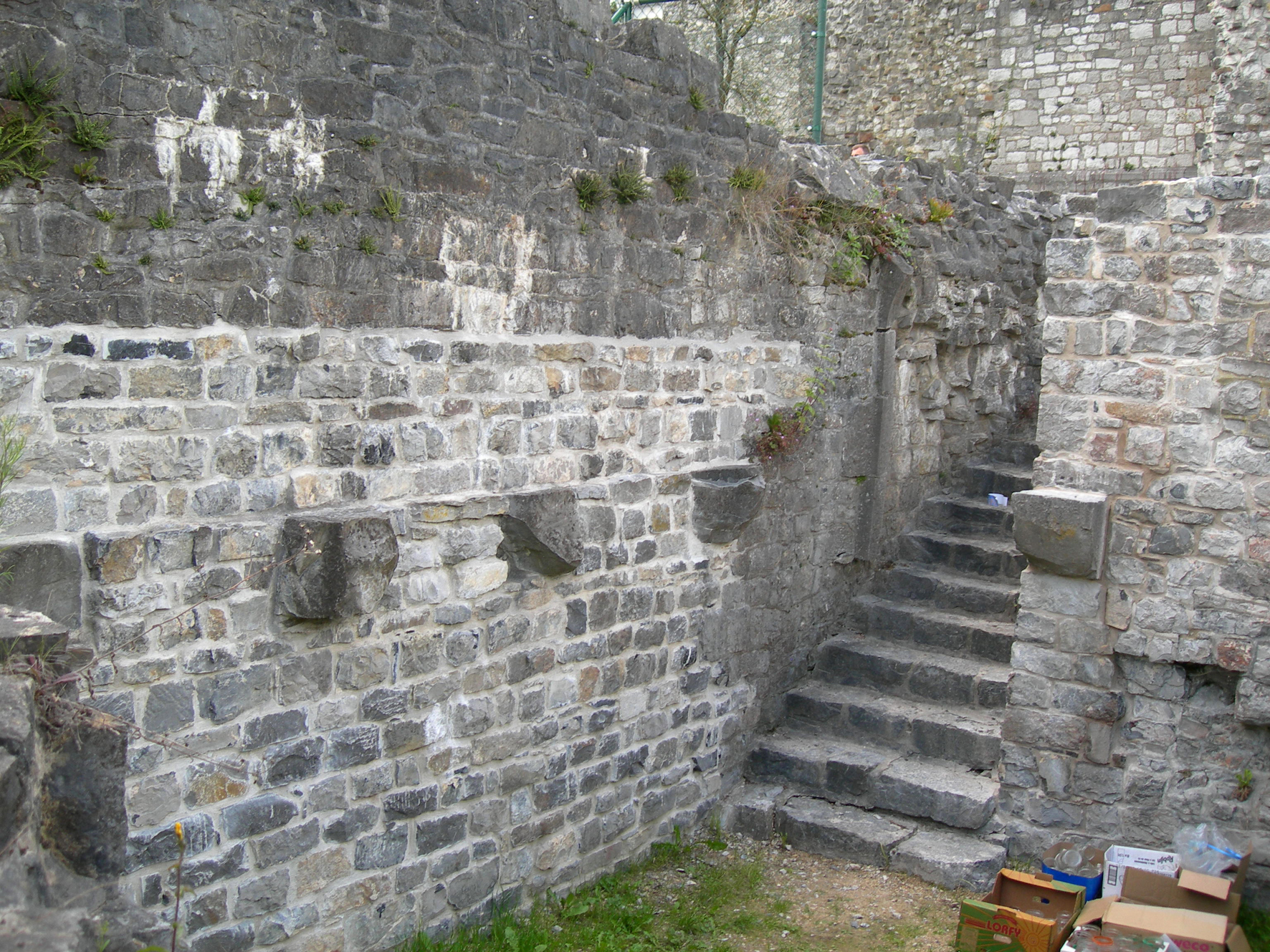
Zone autour du puits
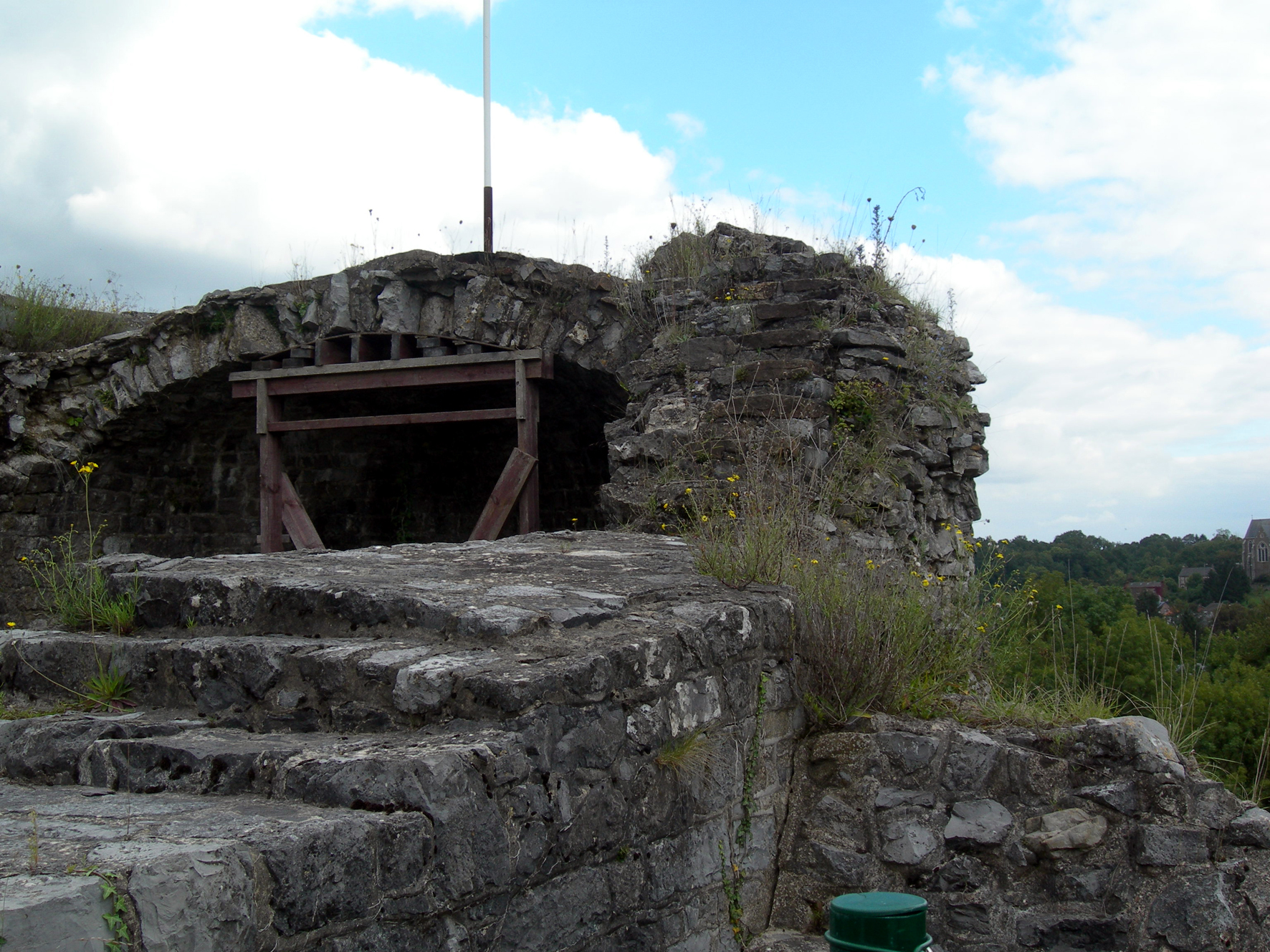
Tour Sainte-Gertrude
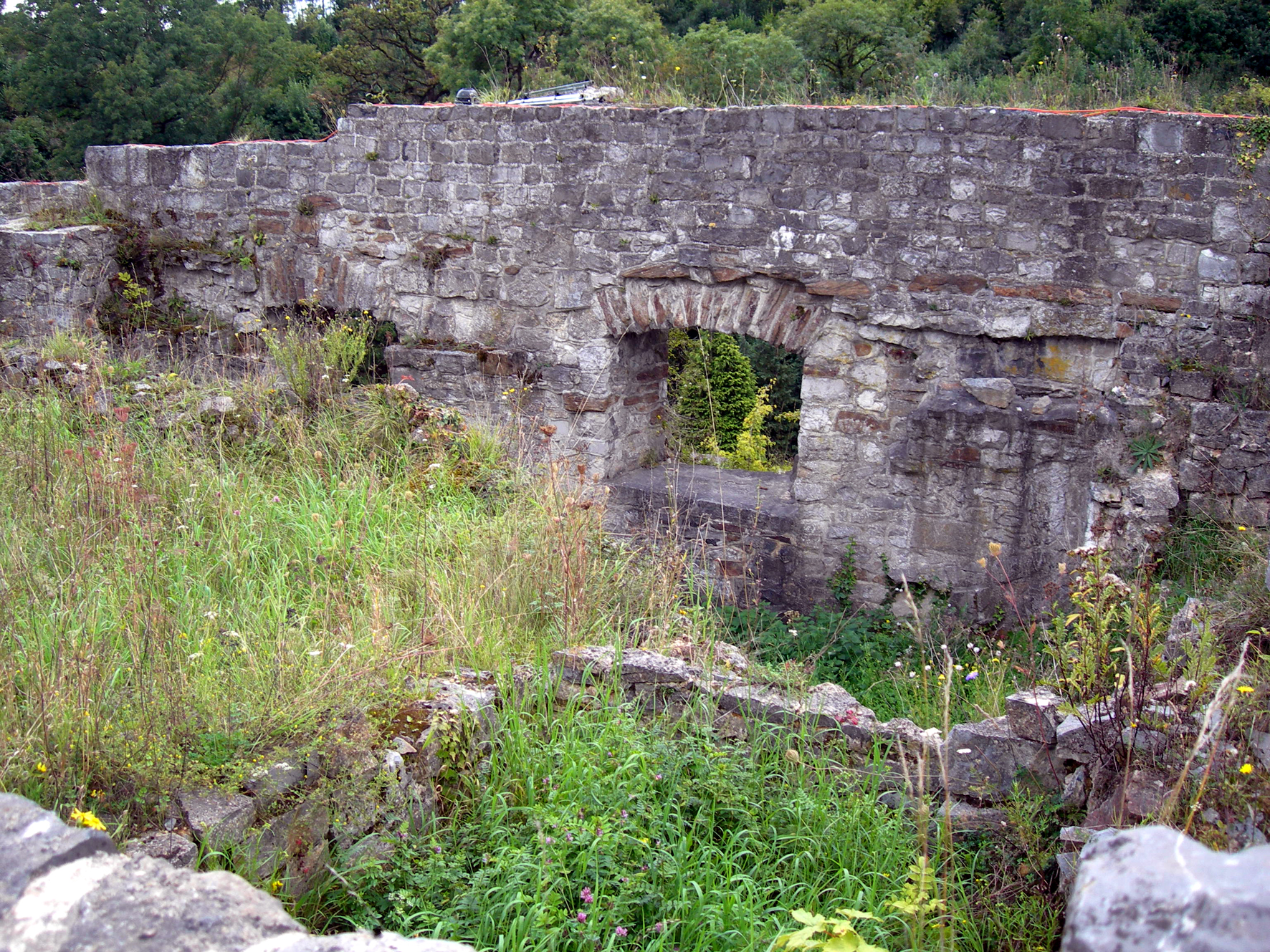
Zone près de la tour Sainte-Gertrude
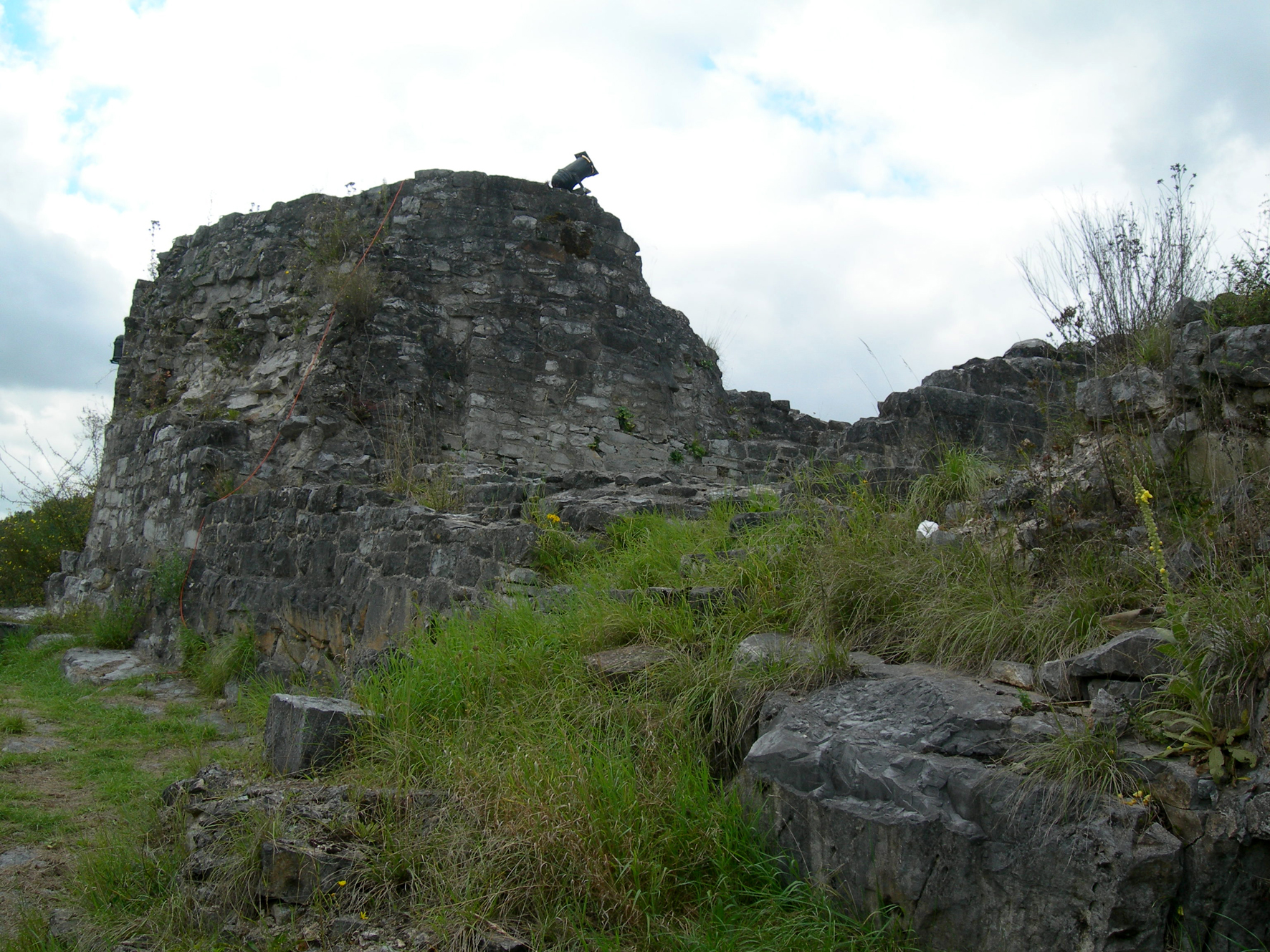
Zone près de la tour Sainte-Gertrude
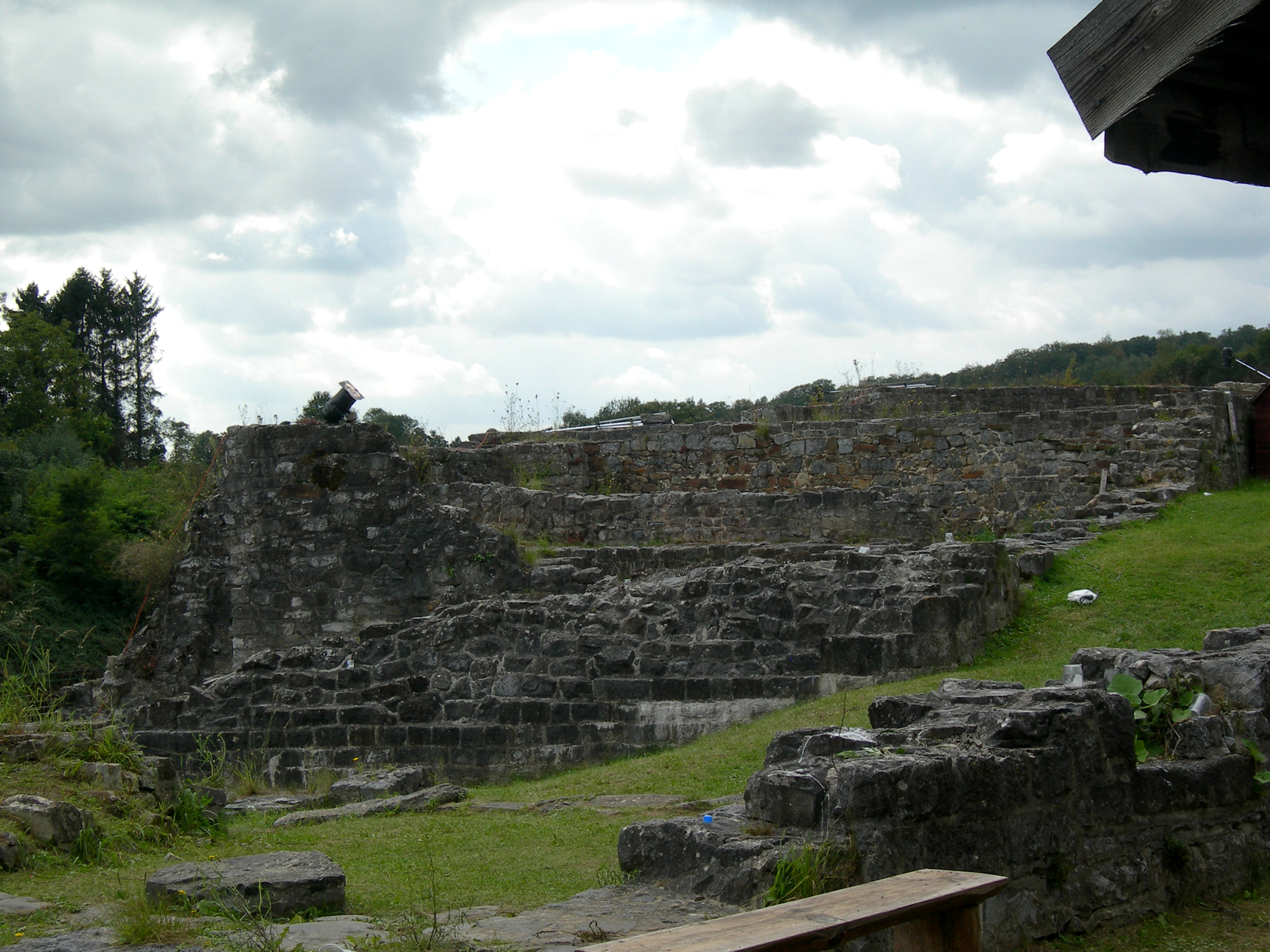
Zone près de la tour Sainte-Gertrude
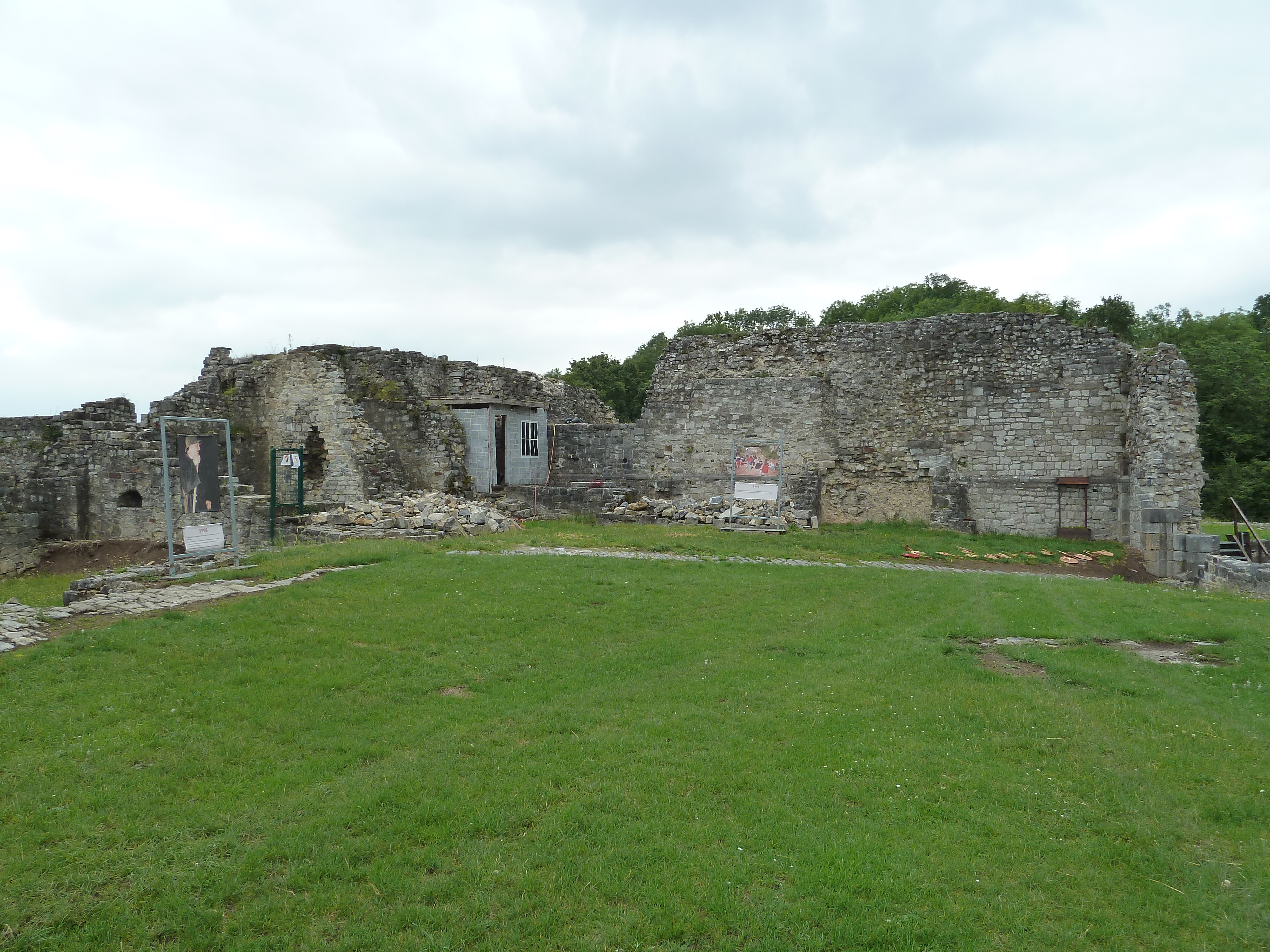
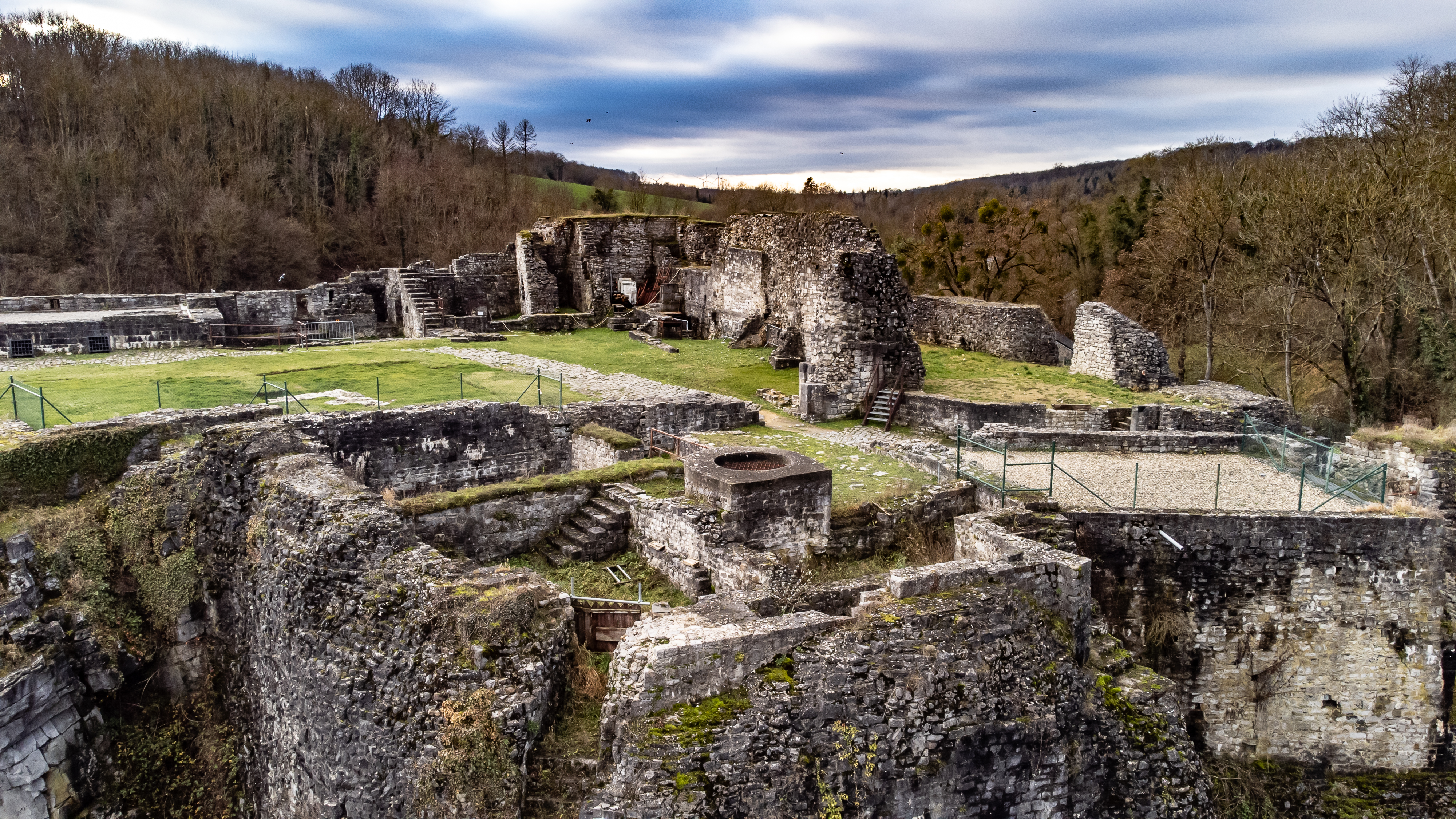